# Пекарь (игра)
Пе́карь, поп, клёк, пастух, батало, банки, жбан — народная дворовая детская игра, распространенная на просторах СССР, родственная городкам и салочкам. День пекаря отмечается 16 августа.

## Площадка и инвентарь
Игра проводится на асфальтовой или земляной площадке длиной не менее 10—12 метров. Параллельно короткой стороне площадки примерно через каждый метр чертятся линии званий (т.наз. "чины" игроков). Зона "чинов", где находится "основное" местоположение игроков, также называется «домом», зона водящего называется «полем». Водящий называется «Пекарем».
В зоне водящего, на расстоянии 4—6 метра от линии "маршала" (2—3 метра от линии границы), чертится круг диаметром 20—60 см (либо аналогичный ему квадрат), в который ставится пара консервных банок (деревянных чурок, пластиковая бутылка и тому подобное) называется "рюхой" (попо́м, "клёком", "коном", "жбаном" и так далее).
Для игры необходимы метательные палки (биты, клюшки и тому подобное) для каждого из игроков (и весьма желательна некоторая защита для водящего по принципу упрощенного варианта хоккейных/бейсбольных "доспехов" - во избежание случайных травм).

## Правила

### Основные правила
Подготовка. Чтобы определить очерёдность ходов и начального водящего, производится некоторая "жеребьевка" - игроки выполняют т.наз. "скидывание" ("скидываются") или, иначе говоря, "канаются" (это название распространено,напр., в Брянской обл.): толкают (отпинывают) свою биту вдаль ногой с линии «солдата», поставив один конец палки на носок стопы (башмака), с другого конца придерживая ее рукой в момент "запуска". Тот, кто толкнул палку дальше всех, ходит самым первым, дальнейшая очередность хода остальных игроков определяется по уменьшению дальности, на которую улетела бита игрока при жеребьевке. Тот, чья палка улетела "ближе всего", становится водящим (пекарем). Замер производится по дальнему от "дома" концу палки. После определения очерёдности все начинают с первой линии "чинов" (являются "солдатами").
Игра. Игроки, бросая биту строго по очереди, пытаются выбить "рюху" ("банку", "кон") из круга/квадрата (в общем случае, сбить ее с того места, где она стоит). Упавшую "рюху" пекарь возвращает назад, а игрок, сбивший "рюху" за круг, повышается в звании, и в следующий раз бросает с меньшего расстояния (если в очередном "бою" не станет водящим).
Только когда все биты лежат на поле и пекарь установил "рюху" на место (либо в нее никто не попал), игроки могут пересечь границу "поля" ("пойти в бой"). Игрок, который пересёк границу, может покинуть поле только в случае, когда рюха разбита.
Игроки на поле должны взять свою биту и своей битой разбить "рюху" ("сбить банки"). Чужой биты касаться нельзя.

В это время задача пекаря:
- при помощи своей биты не дать сбить "рюху" другим игрокам;
- осалить игрока (дотронуться до игрока своей битой) и после этого как можно быстрее успеть самому сбить "рюху";

Если пекарь успел сбить "рюху"(своей битой), то пекарем становится осаленый игрок.
Если "рюху" успел сбить сам осаленный (либо кто-то из других игроков, находящихся на поле вне "дома") вперед пекаря, то осаленность не считается, "снимается" ("рюха" должна быть поставлена на место, и "бой" продолжается).
Если "рюха" разбита, то пекарь должен её поставить на место (в любом случае). Все остальные игроки в это время, пока "рюха" не поставлена, имеют право убежать "домой" (на "линию чинов"), либо остаться на "поле" для продолжения "боя".
Если пекарь рюху установил, а какой-либо игрок в это время не успел убежать в дом, то игрок обязан опять разбить "рюху" ("поучаствовать в бою"), особенно, если пекарем подана команда "С БОЕМ!" (см. ниже, в пункте "Варианты правил").

Если игрок в звании «Маршал» сбивает рюху (кидая биту со своей линии/чина), то он получает звание «солдат» и защиту ("шкурку", "звездочку", "золотое перо"). Защиту можно потратить как индульгенцию, если игрока запекарят (произносится фраза "сжигаю 1 перо" или аналогичная по смыслу).

### Нарушения
Кроме обычного перехода в рамках хода/"боя" игрок становится водящим (пекарем) в следующих случаях:
- Игрок сделал бросок не в свою очередь (не по "старшинству" звания).
- Игрок в момент броска заступил за линию своего звания/чина (в ряде случаев разрешается стоять, выставив одну ногу "вперед", но так, чтобы линия своего чина была "между ногами"; при этом задняя опорная нога должна быть "до" линии чина, и отрыв ее от земли при броске считается нарушением: водящий, зорко следя за этим, сбивает "кон", подавая команду "ЗАСТУП!").
- Игрок зашёл на поле не вовремя или когда рюха не поставлена.
- Игрок ушёл с поля в дом без своей биты или когда рюха не сбита.
- Игрок дотронулся до рюхи любой частью тела.
- Игрок дотронулся до сбитой рюхи.
- Сбитая игроком рюха улетела через границу в дом.
- Игрок сдвинул чужую биту в момент, когда рюха не сбита.
- Игрок неаккуратно ведет себя по отношению к другим участникам (напр., неосторожно/опасно пользуется/орудует своей битой, сильно задевая или причинив боль кому-то из "коллег" либо водящему).

При любом нарушении правил пекарь объявляет о нарушении и сбивает "рюху". Игрок, нарушивший правила, становится пекарем.
В ряде случаев, дополнительно назначается смотрящий/судья, "рефери" - из числа свободных игроков, не участвующих в активных действиях, - для дополнительной фиксации нарушений и разрешения спорных моментов (не обязательно, но в некоторых регионах такое практикуется); обычно же, в большинстве случаев, за соблюдением правил следят сами играющие в процессе игры.

### Варианты правил
Вариантов много, они не все перечислены и могут в некоторой степени варьироваться в зависимости от региона (или района/квартала/города), где проводится игра.
- После завершения бросков (когда все биты лежат на поле) наступает фаза "боя" с пекарем. Пекарь стремится осалить игрока, а игроки — сбить банки. Возвращаться в зону званий разрешается только после того, как любой из игроков сбил банки. Пока игроки возвращаются на свои места, пекарь старается успеть сложить банки (рюху) и сбить их. Если ему это удалось до того, как все игроки покинули зону пекаря (например, осталось 1—3 игрока), он громко объявляет: «война!» ("с боем!"), или «мир!» ("без боя!"). В случае «войны», эти оставшиеся игроки опять не могут покинуть зону пекаря, не сбив палкой банки (рюху), либо пока пекарь не осалит одного из них и не собьет банку. Осаленный игрок становится пекарем. В случае «мира» все могут спокойно выходить из зоны пекаря, но тот может в любой момент снова скинуть банку, поставить её на место и объявить «войну». Интерес заключается в том, что хитрый пекарь таким образом может сократить количество противников для боя. Защитить банку от двоих и осалить одного легче, чем против шестерых.

- Во время боя, чувствуя опасность, игрок имеет право временно выйти из игры, бросив палку на землю и встав на одну ногу. Пекарь не имеет права осаливать такого игрока, а игрок не имеет права двигаться. Встать на обе ноги и снова взять палку игрок может только тогда, когда кто-нибудь собьёт банку. Если он встанет на обе ноги до сбития банки, то становится пекарем.

- В зависимости от региона/города, возможен вариант, когда рюха уже снова установлена на место либо изначально находится на месте (никто не сбил), но начинать/продолжать "бой" либо нецелесообразно (по реальной тактической обстановке на поле), либо пекарь не хочет (напр., устал после предыдущего "боя", если действия по "защите кона (рюхи)" были слишком активными, и ему надо отдышаться), то после установки рюхи на место пекарь подает команду "БЕЗ БОЯ!", и игроки организованно уходят "в дом".

Аналогично, пекарь по своему усмотрению (либо по обстановке) может сразу скомандовать "БЕЗ БОЯ!", не начиная "бой" как таковой (в этом случае игроки забирают свои биты и уходят в "дом" без "боя", и рюху трогать нельзя); при этом пекарь никакой активности по отношению к игрокам не проявляет и не пытается никого осаливать (т.е., как говорят, "не охотится").
Но, "по умолчанию", изначально по условиям игры предполагается режим "С БОЕМ!" (либо, если пекарь проявляет активность по отношению к другим игрокам, пытаясь их осаливать, - т.е., "начинает охотиться").
- В случае, если бита одного игрока при броске "из-за чинов" (со "своего" звания) легла сверху на биту кого-то из других игроков, выполнивших бросок своей биты ранее, образовав "крест", водящий фиксирует этот момент и подает команду "КРЕСТЫ!", после чего должен скинуть как минимум "верхнюю" биту ("разбить крест") и сбить рюху (банки); после чего игрок, чья бита легла "сверху", становится водящим (в редких случаях местными правилами разрешается одному или обоим игрокам, чьи биты образовали "кресты", выбежать в поле "за чины" и принять "бой" с пекарем согласно общим правилам ведения "боя").

Примечателен тот момент, что водящему запрещено специально "накидывать" биты игроков, чтобы образовать "крест" искусственно (либо,если он это все же сделает, то за нарушение это считаться не будет, т.к. сделано не игроком).
- Ситуация, когда палка после броска легла на другую палку, образовав "крест" — не считается за нарушение(еще один вариант правил). В этом случае игроки, чьи палки образовали крест, могут забрать палки, вернуться в зону званий ("дом") и повторить броски. При этом, возвращаясь, они должны держать палки сомкнутыми крест-накрест. В другом варианте игроки, чьи палки образовали крест, не могут быть осалены после того, как взяли палки, пока несут палки скрещенными.

- Во время выполнения игроками бросков своих палок (бит) "из-за чинов" пекарь-водящий имеет право "ловить палки": т.е., находясь "за" рюхой (т.к. общими правилами загораживать "рюху" своей битой либо ногами и/или препятствовать честному попаданию по "рюхе" запрещается) и ориентируясь по траектории/скорости полета брошенной игроком биты (при этом не забывая о своей осторожности/БЕЗОПАСНОСТИ), в случае ее непопадания по "банке" (и именно только в случае "промаха"!), используя свою биту, сначала остановить/"подцепить" летящую биту игрока концом своей биты, а затем - поймать ее свободной рукой (непосредственно либо подкинув в воздух) и, при этом не выпуская пойманную биту из руки, тут же сбить ею "кон" ("рюху"), - после чего игрок-хозяин этой биты становится водящим.

Выполнять "лювлю палки", находясь "перед рюхой", т.е., между рюхой и игроками (водящему), а также кидать биты, целясь в водящего, а не в "рюху" (игрокам) - ЗАПРЕЩАЕТСЯ (в первую очередь, из соображений безопасности самих же играющих, во исключение возможных травм и ранений).
- Во время броска пекарь имеет право, стоя "за" банками, останавливать палки игроков, чтобы было легче осалить их во время фазы боя. Уже остановившуюся палку передвигать нельзя (равно как и специально накидывать ее на "кресты").

- Если при попадании банки разлетелись достаточно далеко, игроки могут, не дожидаясь последнего броска, выбежать за палками в зону пекаря и забрать их. При этом действуют нарушения по не нахождению в зоне своего звания: пекарю достаточно просто поставить банки и сбить их. Те, кто забрал палки таким образом, могут выйти во время фазы боя в зону пекаря для помощи товарищам, но уйти в этом случае они смогут только вместе со всеми после сбития банок (или по команде водящего "БЕЗ БОЯ!").

- Войти в игру "не с начала" можно только на позицию пекаря (условно говоря,в общем случае, любой новоприбывший игрок становится сначала водящим).

- В качестве некоторого общего "усложнения" процесса игры и "выравнивания шансов" у игроков с разным глазомером и точностью бросков, в некоторых регионах (напр., Калужская, Брянская, Тульская обл.) практикуется введение нескольких "ступеней" при продвижении "по чинам": для продвижения в "звании/чине" игрок должен, кидая биту, сбить "рюху" несколько раз, при этом, напр., если до этого он был "солдат", то при следующем попадании в "рюху" он будет "солдат-1", потом "солдат-2" и только после этого присваивается следующий "чин" "сержанта"; и дальнейший "набор чинов" будет происходить по такой же схеме: "сержант -> сержант-1 -> сержант-2 -> капитан...", и так далее, до "Маршала, Маршала-1 и Маршала-2" (а в самом конце "Маршал-2" должен будет трижды попасть в "рюху", чтобы получить три "золотых пера" / "звездочки", после чего снова идет на "солдатский" чин, по кругу).

При игре с "карточными" званиями возможны следующие дополнения:
- каждое звание имеет разное количество ступеней:6-10-В-В1 («валет один»)-Д-Д1-Д2 («дама два»)-К-К1-К2-К3-Т-Т1-Т2-Т3-Т4. Ступень повышается выбиванием банки из круга (квадрата), в котором она установлена. Если две банки сбиты, но за круг вылетела одна, то ступень повышается только на одну. При повышении звания дается начальная ступень независимо от количества выбитых банок, то есть Д2 выбивает две банки и становится К, а не К1;

- шестерка бросает палку обычным образом, сбоку (как в городках);

- десятка бросает палку сбоку, но имеет право бросить одновременно с ходом другого игрока со званием не выше десятки. Таким образом можно помочь тому, кто «засиделся» в «шестёрках» или помочь себе, бросив с более метким игроком. Объявлять об одновременном броске необходимо заранее, то есть нельзя убедиться, что палка другого игрока летит точно в банку, а потом бросить свою. Попадание как и промах засчитывается обоим игрокам, право хода считается в этом кону использованным;

- валет бросает палку сбоку, но если на момент броска есть хотя бы один игрок со званием «дама» — бросок выполняется из положения «одно колено на земле»;

- дама бросает палку сбоку и может в любой момент после броска выйти в зону пекаря и забрать свою палку. Салить её нельзя. Так же дама может во время бросков свободно перемещаться по зоне званий. Ситуация, пока дама не зашла в зону званий, называется «дама на поле». В этом случае пекарь не имеет права никого салить в фазе боя. Используя свой статус, дама может дать всем спокойно забрать палки или внести остроту, стоя на границе зоны пекаря и неожиданно для всех зайти в зону званий когда все мирно забирают палки.

- король бросает палку только «копьем». В фазе боя его можно салить только пока он не подобрал палку. Т.о. помочь товарищам он может только отвлекая пекаря без палки. После подбора палки король в бою не участвует и должен спокойно уходить в зону званий даже до сбития банок. Если король за три хода не становится тузом — он понижается в звании до валета.

- туз бросает палку, только держа её двумя руками над головой (как штангист). В фазе боя туза нельзя салить, пока он не поднимет палку. Используя это правило, туз может ногой подбивать палку ближе к банкам, что бы потом при отвлечении пекаря быстро сбить банки, салить его можно только во время контакта ноги с палкой. Туз имеет право во время своего хода повысить одного любого игрока в звании на одну ступень или, пропустив ход, понизить любого одного игрока на одну ступень. При этом, если за четыре хода (с учетом пропусков для понижения званий) туз не заканчивает игру победой, он разжалуется до шестёрки.

- когда все игроки бросили свои палки и бегут их забирать, после подбора своей палки каждый должен стать в стойку с палкой, соответствующую званию. Пешка не имеет стойки и пекарь может в любой момент осалить её и сбить банку. Валет держит палку на плече — осалить нельзя. Дама — подмышкой — осалить нельзя. Король — между ног. Туз — вертикально, прижимая палку ко лбу и к животу. Вольный и вольный президент не имеют стоек.

- Уязвимые места игроков. В зависимости от званий игроков пекарь может салить только в определённую часть тела. При следующей иерархии: Солдат: все. Лейтенант: все. Подполковник: спина. Полковник: палка. Генерал: правая рука. Маршал: левая рука. Царь: живот. Бог: пятки. САЛО: (неприкосновенен).

- Чтобы завершить игру победный (последний) бросок должен быть стоя на коленях спиной к банкам.

- По некоторым правилам, с каждым повышением усложняется бросок: то есть, 1 уровень — бросок как в городках, 2 уровень — двумя руками от груди, 3 уровень — двумя руками из-за головы, 4 уровень — так же как определение пекаря, 5 уровень — палка просовывается между ног, и бросается за спину.

- Для усложнения задачи пекаря можно использовать 3 и более банок из-под краски (лака), построенные пирамидой.

## Комментарии
1. ↑  Название распространено широко, кроме севера Центральной России, в том числе на Украине и в Белоруссии (пикарь).
2. ↑  Название распространено, в основном, в регионах к северу от Москвы.
3. ↑  Название распространено, в основном, в регионах к югу от Москвы.
4. ↑  банки, банка, банки-палки/банка-палка/палки-банки (все распространены широко), банкир (Южная Россия), бита-банка/бита-банки (Сибирь), палки-боталки/боталки (Сибирь, Северный Казахстан), валет (Москва), кашевар (Сибирь), поп-гоняло/поп-гоняла (Иваново, Кострома, Ярославль), солдатики/солдаты (Среднее Поволжье), свинопас (Украина), банки-палки (ЦФО - Калужская, Брянская, Тульская, Рязанская, Орловская области), жбан (Калужская обл.), «король» (Ижевск в прошлом)
5. ↑  Источник?
6. ↑  От поп — прямостоящий предмет, сравни — «поставить на попа».